# Дума о Британке
«Дума о Британке» — советский цветной широкоформатный художественный фильм 1969 года, снятый режиссёрами Игорем Ветровым и Николаем Винграновским на киностудии им. А. Довженко.
Экранизация одноимённой пьесы украинского советского писателя Юрия Яновского.
Премьера фильма состоялась в феврале 1970 года.

## Сюжет
Фильм основан на реальных событиях 1919 года, когда в Херсонской губернии поднялось крестьянское восстание против армии Деникина. Повстанцы провозгласили Баштанскую республику и власть советов и разделили между собой помещичью землю.
Фильм рассказывает о жестокой классовой борьбе в годы гражданской войны в сёлах Украины.

## В ролях
- Виктор Мирошниченко — Мамай
- Николай Олялин — Андрей Середенко
- Константин Степанков — комиссар
- Николай Винграновский — Несвятипасха
- Константин Ершов — эпизод
- Василий Фущич — Гриша
- Витольд Янпавлис — Романовский
- Василий Ильяшенко — эпизод
- Маргарита Пресич — Юлька
- Виктор Полищук — старик Середенко
- Наталия Медведева — эпизод
- Екатерина Литвиненко — эпизод
- Иван Твердохлеб — эпизод
- Ярослав Геляс — эпизод
- Надежда Доценко — эпизод
- Григорий Заславец — эпизод
- Осип Найдук — эпизод
- Генрих Осташевский — эпизод
- Иван Симоненко — эпизод
- Анатолий Бобровский — отец

## Съёмочная группа
- Режиссеры: Игорь Ветров, Николай Винграновский
- Сценарист: Юрий Пархоменко
- Оператор: Владимир Давыдов
- Композитор: Платон Майборода
- Художник: Анатолий Добролежа, Владимир Цырлин
- Звукорежиссёр: Георгий Парахников